# Warchalowskianus rubriventris
Warchalowskianus rubriventris là một loài bọ cánh cứng trong họ Elateridae. Loài này được Schimmel, Platia & Tarnawski miêu tả khoa học năm 2007.